# Самар (остров)
Са́мар (вар. Samar) — один из островов центральной части Филиппинского архипелага.
Это третий по величине остров архипелага, его площадь 12 849,4 км².

## История
Самар был первым островом Филиппин, который обнаружила испанская кругосветная экспедиция Магеллана 16 марта 1521 года. Он был назван Сан-Лазаро. Высадка на остров не производилась. Первым из европейцев на остров высадился испанский мореплаватель Руи Лопес де Вильялобос (исп. Ruy López de Villalobos) в 1543 году.

## Население
Крупнейший город — Калбайог (вар. Calbayog). На острове находятся три провинции — Самар (733 377 чел.), Северный Самар (589 013 чел.) и Восточный Самар (428 877 чел.). Общее население этих трёх провинции по переписи 2010 года составляет 1 751 267 человек, большинство из которых — висайя.

## Экономика
Работают предприятия пищевой, горнодобывающей, лесоперерабатывающей промышленности.
Основные занятия жителей — земледелие (рис, маис, бананы, цитрусовые, манго, кофе, какао, абака, сахарный тростник, а также животноводство (буйволы, быки, козы, овцы, свиньи, куры, утки), рыболовство (сардина, тунец).

## Культура
Среди народных ремёсел распространены обработка дерева и металла, гончарство, плетение из ротанга, бамбука, а также изготовление украшений.